# Centaurea cyanoides
El cardo de aciano sirio (conocido como cardo de aciano sirio, mala hierba; nombre científico : Centaurea cyanoides ) es una planta anual de la familia Asteraceae.
Las flores del género Centaurea tienen multitud de colores, comunes a los estambres y los pétalos, desde colores vivos como: blanco, amarillo, anaranjado, crema hasta colores más oscuros como: rosa, lila, azul, morado e incluso rojo.

## La singularidad del cardo de aciano sirio
La planta es de porte rastrero, y crece en matorrales en las llanuras centrales y en el monte. La floración es en los meses de febrero a abril. Soporta sequías y heladas.
El cardo de aciano sirio es una especie endémica de Israel, Jordania, Siria, Líbano y Chipre. A diferencia de otras especies del género dardar cuyos bordes  son espinosos, el cardo de aciano sirio no es espinoso. El cardo de aciano sirio es un valor natural protegido en Israel .

### Uso en la economía
En Israel hay quien la usa para infusiones mezclada con otras plantas .

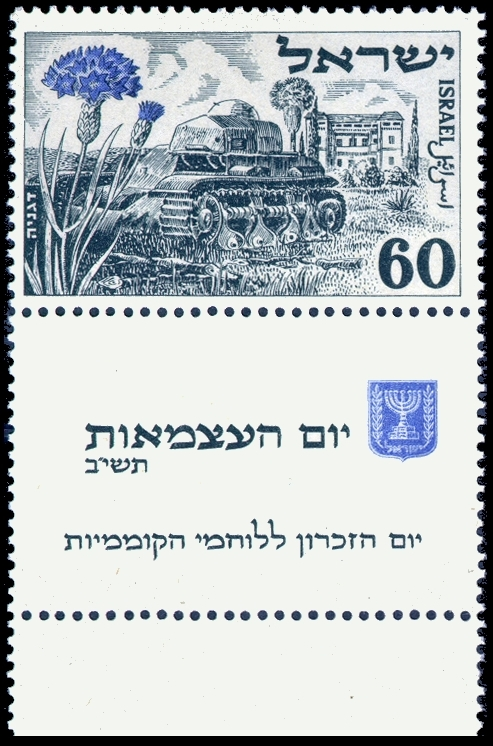
Sello del Día de la Independencia de 1952

En el pasado, al cardo de aciano sirio también se le llamaba deganit , por su parecido con otra especie europea. Centaurea cyanus L, conocida como Centaurea cyanus L. El cardo de aciano sirio es similar al Centaurea cyanus L en su color, pero la inflorescencia es más grande. En Europa se considera una mala hierba que crece en los campos de cereales (y se llama en inglés cornflower). Esta especie no se encuentra en Israel en absoluto, mientras que el abeto azul no crece en áreas cultivadas. Una pintura de la flor Deganit apareció en el sello Degania en 1952 (1952) con motivo del cuarto Día de la Independencia.
Centaurea cyanus fue usada como símbolo secreto para la identificación de los miembros del Partido Nazi en Austria entre 1934 y 1938, cuando era un partido prohibido, y se adoptó como el símbolo que se usaba en las solapas de los miembros de la derecha austriaca. Partido de la Libertad.

## El cardo de aciano sirio en el judaísmo
La palabra cardo aparece dos veces al lado del "espino" como una mala planta que se encuentra en el campo agrícola como se menciona en la maldición de Dios al hombre:  Génesis 3 '18 " Y al hombre dijo: Por cuanto obedeciste a la voz de tu mujer, y comiste del árbol de que te mandé diciendo: No comerás de él; maldita será la tierra por tu causa; con dolor comerás de ella todos los días de tu vida. 18 Espinos y cardos te producirá, y comerás plantas del campo. Estas plantas crecen en lugares abandonados y destruidos:   Oseas 10 '8  "El pecado de Israel; crecerá sobre sus altares espino y cardo".
En la Mishná, las "espinas y cardos" se mencionan como alimentos para animales que se requieren en el día de reposo (Zeraim - Sheviit(Séptimo Año); No está claro si estos son nombres generales de espinas o nombres especiales como los otros ejemplos enumerados en la misma fuente. La combinación 'espina y cardo' en la Biblia indica que los versículos significan un nombre colectivo para plantas espinosas.
En árabe, varias especies de plantas espinosas del género Centaurea se denominan con nombres similares a 'Dardar', y por ello se les llama así en la actualidad .